# Asyneuma junceum
Asyneuma junceum är en klockväxtart som beskrevs av Gerald Parolly. Asyneuma junceum ingår i släktet Asyneuma och familjen klockväxter. Inga underarter finns listade i Catalogue of Life.